# SG Bad Breisig
Die SG Bad Breisig ist ein Mehrspartenverein aus der rheinland-pfälzischen Kurstadt Bad Breisig. Neben der überregional erfolgreichen Fußballabteilung werden in dem Verein auch die Sportarten Tauchen und Gymnastik angeboten.

## Geschichte
Der Verein entstand 1988 aus dem Zusammenschluss der beiden Vereine Spfr. Germania Oberbreisig und SV Niederbreisig. Nach der Restrukturierung des Spielbetriebs des Fußballverbandes Rheinland stieg der Verein 2004 erstmals in die Rheinlandliga auf. In der Saison 2007/08 gelang mit dem Erreichen des Halbfinales im Rheinlandpokal und dem Aufstieg in die Oberliga Südwest das bislang erfolgreichste Jahr der Vereinsgeschichte. Nach dem sofortigen Wiederabstieg in die Verbandsliga schien der Verein in der Saison 2009/10 als Vizemeister hinter dem wegen des Abstiegs der ersten Mannschaft nicht aufstiegsberechtigten Meisters Eintracht Trier II erneut in die Oberliga Südwest aufgestiegen zu sein. Nachdem Eintracht Trier wegen des Lizenzentzuges für drei Vereine doch in der Regionalliga bleiben durfte und die zweite Mannschaft daher in die Oberliga aufsteigen konnte, war der Aufstieg der SG Bad Breisig wieder fraglich. Nachdem der Verein gegen den zunächst erfolgten Widerruf der Spielberechtigung für die Oberliga erfolgreich Protest eingelegt hatte, erteilte der Fußball-Regional-Verband Südwest den Breisigern aufgrund eines angenommenen Härtefalls doch die Zulassung für die Oberligasaison 2010/11.
Aufgrund finanzieller Probleme hatte der Verein in der Saison 2010/11 zunächst beschlossen, ab der kommenden Saison den Spielbetrieb in der Oberliga (bei eventuellem Klassenverbleib) oder in der Rheinlandliga (bei Abstieg) einzustellen und freiwillig in die Kreisliga abzusteigen. Jedoch konnte der sportliche Rückzug abgewendet werden, so dass die SG Bad Breisig, nachdem man sportlich den Klassenerhalt in der Oberliga nicht geschafft hatte, ab der Saison 2011/12 wieder in der sechstklassigen Rheinlandliga antritt. 2016 stieg der Verein in die Bezirksliga ab.
Erster Vorsitzender des Vereins ist seit Mai 2004 der Landtagsabgeordnete und sportpolitische Sprecher der CDU-Fraktion Guido Ernst.